# ویلدنبورتن
ویلدنبورتن (به آلمانی: Wildenbörten) یک شهر در آلمان است که در اتنبرگر لند واقع شده‌است. ویلدنبورتن ۳۹۰ نفر جمعیت دارد.